# Аркук
Арку́к, — бывшая крепость на западном берегу Сырдарьи. Упоминается в письменных источниках XVI—XVII веков в связи с борьбой центральноазиатских ханств за господство в приаральских степях и в сырдарьинском бассейне; в ходе этой борьбы крепость, видимо, была разрушена и покинута жителями, и с тех пор не восстанавливалась. В исторической литературе может упоминаться также как Аргук, Аркок, Артук, Артык, каз. Аркук, англ. и узб. Arquq.

## История
Первое упоминание об Аркуке под 1446 годом встречается в «Летописи об Абулхаир-хане», написанной придворным историком шейбанидов Масудом Кухистани́ в 1543—1544 годах. Вместе с крепостью Аркук упоминаются, как правило, и другие крепости на западном берегу Сырдарьи — Куджан, Ак-Курган и Узгент, составлявшие с ней единую систему защиты и обычно подчинённые одной власти.
Возникновение цепи укреплений на западном берегу Сырдарьи нужно отнести ко времени восстановления торгово-промышленных связей оседлого, земледельческого населения сырдарьинских оазисов с другими крупными центрами прикаспийской торговли, — прежде всего, с Самаркандом, Бухарой и Астраханью, — оживавших постепенно после опустошительного монгольского нашествия. Строительство крепостей свидетельствует, с одной стороны, об относительном могуществе правителей, с другой стороны, о необходимости защитить земледельцев и их рынки от набегов враждебных кочевых племён со стороны степи. Подобные обстоятельства сложились в регионе во времена расцвета государства тимуридов, — то есть, в конце XIV века.
Топоним «Аркук» скорее всего тюркского происхождения. В древнетюркском языке «Arquq» означает «перекладина, балка; упрямый». Название крепости «Упрямый» соответствует логике, в какой получили свои названия крепости «Грозный» и «Верный». Ко времени первого упоминания, то есть к 1446-му году, крепость Аркук уже выполняла роль стратегически важного пункта, контролирующего караванные пути из Восточного Туркестана в Мавераннахр. Будучи относительно небольшой, она всё же защищала от неожиданного нападения со стороны степи крупные купеческие города Ясы и Сыганак, расположенные на правом берегу Сырдарьи. Одновременно служила ближайшим продовольственным складом и вполне надёжным убежищем для окрестных земледельцев.
В то же время плодородные берега среднего и нижнего течения Сырдарьи привлекали кочевников-скотоводов как очень удобные места для зимовок, а в особо трудные годы — даже как жизненно-важные. Первым, кто пожелал закрепить эти земли за кочевниками был Абулхаир-хан, основатель Узбекского ханства, захвативший Аркук, Ак-Курган, Узгент, Сузак и Сыганак у потомков Тимура в 1446 году. Хотя после его смерти, последовавшей в 1468 году, созданный им каганат распался, Аркук уже навсегда остался в пределах доминирования кочевого образа жизни. В развернувшейся распре между потомками Джучи, основавшими Казахское ханство, и потомками Абулхаира — узбеками-шейбанидами, Аркук более ста лет переходил из рук в руки.
Особенно острой была борьба за присырдарьинские крепости между внуком Абулхаира Мухаммедом Шейбани и внуком Барак-хана, одним из правителей Казахского ханства, Бурындыком, длившаяся, с перерывами, сорок лет (1470—1510). Жители Аркука первыми во всей Степи перешли на сторону Мухаммеда, за что он даровал им освобождение от повинностей. За годы войны Аркук и другие крепости западного берега то выдерживали многомесячные осады, то вдруг сдавались без боя. Сторонам никак не удавалось достичь подавляющего превосходства. В результате, по договору, три присырдарьинских города — Сауран, Сыганак и Сузак — достались Казахскому ханству, а крепость Аркук и остальные важные укрепления в долине остались за шейбанидами. Наместником Аркука стал родной племянник Мухаммеда, Убайдулла-хан, — главный герой следующего поколения шейбанидов.
На протяжении XVI века Аркук принадлежала тому, кто владел наиболее важным в тех краях городом — Ясы. Последнее упоминание крепости относится к 1581 году, когда Аркук захватил шейбанид Баба-султан, правнук Абулхаира, погибший, правда, в следующем году.
После смерти Баба-султана Аркук осталась под властью последнего шейбанида, бухарского султана, Абдуллы-хана II, много строившего в своих городах. Однако после смерти Абдуллы город Ясы «со всеми своими городами» перешёл под власть правителей Казахского ханства. Аркук стала «внутренней крепостью». Потеряв пограничное значение, крепость постепенно пришла в упадок. Вследствие Великих географических открытий одновременно пришла в упадок и торговля. Скорее всего, сильно пострадав в одной из многочисленных междоусобиц, происходивших в течение XVII века, крепость была заброшена.

## Описание крепости
По описанию главного исторического свидетеля, Фазлаллаха ибн Рузбихана, — персидского богослова, историка и путешественника, в составе войск Абулхаира посещавшего крепость в 1509 году, — домов в ней было немного, не было торговых лавок и базаров; крепость имела на удивление благоустроенный вид и была заметно больше, чем лежавший ниже её на 5-6 км Аккорган. Она была пограничной заставой, «началом крепостей»; через неё проходила дорога в другие присырдарьинские укреплённые города — Йаси, Сабрам, Сыгнак, Сызак и другие.
«Для каждого, кто из Бухары и Самарканда трогается в путь в область Туркестана, первым его местопребыванием является эта знатная крепость», — писал Фазлаллах ибн Рузбихан. При этом, под Туркестаном он понимал долину Сырдарьи и пастбища северного Каратау.
Крепость «унаследовала планировку домонгольских городищ, в большинстве своём округлых в плане», занимала около 7 Га, на которых проживало от 1500 до 2000 человек; имела башни, центральные ворота, была окружена рвом. Расцвет поселения пришёлся на время относительного могущества Узбекского ханства династии шейбанидов в середине XVI века. Караванный путь по западному берегу Сырдарьи, начинавшийся от Аркука, считался тогда безопасным. Окрестности крепости снабжались водой по широкой системе арыков, позволявших вести интенсивное земледелие. По имени одного из учёных богословов позднего средневековья, — Мухаммад ибн Ахмад ибн Мухаммад ал-Аркуки, — можно предположить, что он был родом из Аркука, и что в Аркуке протекала и культурная жизнь.

## Вопрос локализации
О существовании Аркука учёные узнали из средневековых азиатских хроник, которые, в свою очередь, попали в научный оборот лишь в конце XIX века. Встал закономерный вопрос: о каком городе идёт речь, существует ли он под другим названием или исчез, как десятки других средневековых городов? Ещё в начале 1960-х годов вопрос о локализации сырдарьинских крепостей представлялся трудным, предлагались самые различные гипотезы. Местонахождение Аркука предполагали и в горах Каратау, и на правом берегу Сырдарьи, и на левом — напротив Отрара или Саурана.
Известные археологи Е. И. Агеева и Г. И. Пацевич предложили отождествить крепость Аркук старинных рукописей с городищем Артык-Ата, расположенным в урочище Ак-Куль, некоторые источники поддерживают это предложение. Другие учёные, возражая, что «подъёмный материал городища Артык-Ата кончается XII веком», предлагают отождествить Аркук с городищем Бозуктобе, расположенным неподалёку от урочища Ак-Куль; подъёмные материалы Бозуктобе датируются как раз XV—XVIII веками. Но окончательного ответа вопрос, видимо, не получил.